# Арв'єр-ан-Вальроме
Арв'єр-ан-Вальроме (фр. Arvière-en-Valromey) — муніципалітет у Франції, у регіоні Овернь-Рона-Альпи, департамент Ен. Арв'єр-ан-Вальроме утворено 1 січня 2019 року шляхом злиття муніципалітетів Брена, Шаворне, Лош'є i Вір'є-ле-Петі. Адміністративним центром муніципалітету є Вір'є-ле-Петі. Населення — 713 осіб (01.01.2021).